# Kindred Spirits
Pour les articles homonymes, voir Kindred.
Kindred Spirits est une sculpture située dans le parc Bailic à Midleton, en Irlande.
La sculpture se compose de neuf plumes d'aigle en acier inoxydable d'un peu plus de six mètres disposées en cercle. Elle est l'œuvre d'Alex Pentek et a été créée à la Sculpture Factory de Cork. Son installation dans le parc Bailic date de 2015.
Kindred Spirits commémore la contribution en 1847 de 170 dollars américains — environ 4 300 dollars américains de 2016 — par les Amérindiens Chactas dans le cadre de la Grande Famine, quelques années après que les Chactas eux-mêmes ont enduré la Piste des Larmes.